# Helsingin Jääkiekkoklubi
Helsingin Jääkiekkoklubi (w skrócie HJK) – fiński klub hokeja na lodzie z siedzibą w Helsinkach.
Klub powstał po połączeniu sekcji hokejowej Helsingin Jalkapalloklubi z klubem Karhu-Kissat w 1972.

## Sukcesy
Mistrzostwa Finlandii kobiet:
- Złoty medal mistrzostw Finlandii: 1983, 1984
- Srebrny medal mistrzostw Finlandii: 1931, 1986
- Brązowy medal mistrzostw Finlandii: 1985

## Zawodnicy
Wychowankiem klubu jest Jere Sallinen, w zespołach juniorskich karierę rozwijali Tomi Sallinen, Ilari Melart, Ville Heikkinen. Ponadto, na początku lat 90. w zespole występował Polak Czesław Drozd.